# Ornolac-Ussat-les-Bains
 Ornolac-Ussat-les-Bains  là một xã ở tỉnh Ariège, thuộc vùng Occitanie ở phía tây nam nước Pháp.